# اقر علیا
اقر علیا، روستایی از توابع بخش مرکزی شهرستان فریمان در استان خراسان رضوی ایران است.اقر به معنی دژ مستحکم میباشد.احمد صالحی پور در خصوص پیشینه روستا مطالب ارزنده ای در قالب مقاله تدوین نموده است.وجود مدرسه با سیصد دانش آموز و مساجد و نانوایی و مغازه ها و چندین دستگاه مینی بوس و خانه بهداشت و ... خبر از حیات و پویایی روستا را دارد.تپه نادر یک اثر تاریخی مربوط به دوران پیش از تاریخ ایران باستان تا دوران‌های تاریخی پس از اسلام است و در شهرستان فریمان، بخش مرکزی، روستای اقرعلیا واقع شده و این اثر در تاریخ ۱۶ شهریور ۱۳۸۳ با شمارهٔ ثبت ۱۱۰۹۰ به‌عنوان یکی از آثار ملی ایران به ثبت رسیده است.درخت شاه توت کهنسال روستای اقر بالا به‌عنوان یک ذخیره ژنتیکی در مقیاس ملی و بین المللی مطرح می باشد. 

## جمعیت
این روستا در دهستان فریمانبخش مرکزی شهرستان فریمان قرار دارد و براساس سرشماری مرکز آمار ایران در سال ۱۳۸۵، جمعیت آن ۹۹۳ نفر (۲۰۲خانوار) بوده‌است.روستا امروزه بیش از ۴۰۰ خانوار و بعد خانوار ۵ نفر توسط دهیار و بهورز گزارش گردیده است.
در 12کیلومتری شمال شهر فریمان و 82کیلومتری شمال شرقی شهر مشهد مقدس می باشد.
در این روستا شغل اکثر مردم دامداری می باشد و عده کمی هم به کشاورزی مشغول می باشد ولی از سال 1380 تا به حال به لطف کشف معادن سنگ لاشه ورقه ای که به رنگ قهوه ای میباشد، افراد زیادی از جمله جوانان را مشغول بکار کرده است کیفیت سنگ ها طوری است که بازار فروش خوبی در تهران و شهرهای شمالی ایران را دارد